# (721572) 2003 UA414
(721572) 2003 UA414 est un objet transneptunien, en résonance 2:9 avec Neptune de magnitude absolue 5,0.
Son diamètre est estimé à environ 400 km, ce qui le qualifie comme candidat au statut de planète naine.